# ATP Challenger Brixen
Der ATP Challenger Brixen (offiziell: Brixina Tennis Open) war ein Tennisturnier, das zwischen 1999 und 2001 in Brixen, Italien, stattfand. Es gehörte zur ATP Challenger Tour und wurde im Freien auf Sand gespielt.

## Liste der Sieger

### Einzel
| Jahr | Sieger           | Finalgegner       | Ergebnis      |
| ---- | ---------------- | ----------------- | ------------- |
| 2001 | Renzo Furlan     | Alessio di Mauro  | 6:3, 6:1      |
| 2000 | František Čermák | Sergio Roitman    | 5:7, 6:4, 6:1 |
| 1999 | Gianluca Luddi   | Thierry Guardiola | 6:4, 6:4      |

### Doppel
| Jahr | Sieger                            | Finalgegner                       | Ergebnis |
| ---- | --------------------------------- | --------------------------------- | -------- |
| 2001 | Massimo Bertolini Cristian Brandi | Stephen Huss Lee Pearson          | 7:5, 6:3 |
| 2000 | Jordan Kerr Damien Roberts        | Marcelo Charpentier Diego del Río | 7:6, 7:5 |
| 1999 | David Miketa Radovan Světlík      | Manuel Jorquera Anthony Parun     | 7:5, 6:4 |